# Krosigk
Krosigk is een plaats en voormalige gemeente in de Duitse deelstaat Saksen-Anhalt, en maakt deel uit van de Saalekreis.
Krosigk telt 888 inwoners.

## Sport en recreatie
Dwars door Krosigk loopt de Europese wandelroute E11. De E11 loopt van Den Haag naar het oosten, op dit moment tot de grens Polen/Litouwen. Ter plaatse is de route niet gemarkeerd.